# Puslespil
Puslespil er spil, hvor en bunke brikker ud fra en tegning eller et fotografi skal samles til det afbildede motiv. 
Der findes puslespil til alle aldre, lige fra 1 til 4-års-alderen og op til voksenalderen. Til de mindre børn bruges små spil med ned til 4 brikker, ofte som et såkaldt indsætnings-puslespil, hvor hver brik passer ned i et bestemt hul i en træplade. Det er dog også yderst populært med træpuslespil, hvor brikkerne tilsammen skal danne et dyr. For de mindste findes der også store gulv puslespil med skumgummibrikker. Til den voksne aldersgruppe varierer puslespillene fra et par hundrede brikker og op til 32.000 brikker, hvilket lige pt. er det største puslespil på markedet. 

## Fysiske fordele ved puslespil
Puslespil har længe været kendt for at have flere gavnlige effekter, især på hjernens aktivitet og børns udvikling.
- Forbedre hukommelsen.
- Mindske risikoen for alzheimers.
- Kognitiv udvikling, især i tidlige faser af udviklingen.
- Lavere blodtryk.
- Afstressende.
- Bedre hånd - øje koordination.
- Større tålmodighed.
- Bedre problem løsnings evner.